# السونسورولية
اللغة السونسورولية (بالأنكليزية:Sonsorolese) هي لغة يتحدث بها في ميكرونيزيا وبالاو، والأصل في الجزر التي تتألف منها دولة سونسورول، و قد نشرت من خلال الهجرة في أماكن أخرى من البلاد. وهي قريبة جداً إلى التوبيانية.